# Balboa (Cauca)
Balboa is een gemeente in het Colombiaanse departement Cauca. De gemeente telt 23.699 inwoners (2005).
Op 20 oktober 1967 verkreeg Balboa de status gemeente.
De naam van de gemeente verwijst naar Vasco Núñez de Balboa.
Almaguer · Argelia · Balboa · Bolívar · Buenos Aires · Cajibío · Caldono · Caloto · Corinto · El Tambo · Florencia · Guachené · Guapi · Inzá · Jambaló · La Sierra · La Vega · López · Mercaderes · Miranda · Morales · Padilla · Páez · Patía · Piamonte · Piendamó · Popayán · Puerto Tejada · Puracé · Rosas · San Sebastián · Santander de Quilichao · Santa Rosa · Silvia · Sotará · Suárez · Sucre · Timbío · Timbiquí · Toribio · Totoró · Villa Rica